# دون تيري
دون تيري (بالإنجليزية: Don Terry)‏ (8 أغسطس 1902 – 6 أكتوبر 1988) هو ملاكم أمريكي راحل، مثّل بلاده في الألعاب الأولمبية الصيفية 1924.

## روابط خارجية
- دون تيري على موقع IMDb (الإنجليزية)
- دون تيري على موقع ألو سيني (الفرنسية)
- دون تيري على موقع أول موفي (الإنجليزية)
- دون تيري على موقع قاعدة بيانات الأفلام السويدية (السويدية)
- دون تيري على موقع قاعدة بيانات الفيلم (الإنجليزية)
- دون تيري على موقع كينوبويسك (الروسية)